# Mariana Esteves
Pour les articles homonymes, voir Esteves.
Mariana De Carvalho Vidal Reis Esteves, née le 2 avril 1996, est une judokate portugaise et guinéenne.

## Carrière
Sous les couleurs du Portugal, Mariana Esteves est médaillée de bronze dans la catégorie des moins de 52 kg aux Mondiaux juniors de 2015 à Abou Dabi.
Elle opte ensuite pour la nationalité guinéenne.
Elle est médaillée d'or dans la catégorie des moins de 57 kg aux championnats d'Afrique 2023 à Casablanca ainsi qu'aux championnats d'Afrique 2024 au Caire et aux Championnats d'Afrique 2025 à Abidjan, s'imposant en finale contre l'Angolaise Andreza Antonio.